# Egea Records
Egea Records è una casa discografica italiana nata nel 1994 a Perugia

## Storia
Egea Records è un'etichetta discografica che nasce a Perugia nel 1994. Fondata da Antonio Miscenà raccoglie precedenti esperienze produttive realizzate con Quadrivium, un altro marchio specializzato nella musica classica ed antica. I primi quattro titoli del catalogo furono prodotti, tra 1991 ed il 1994, sotto l'egida di Quadrivium e successivamente pubblicati nel catalogo Egea.
Nella sua prima fase produttiva è stata il punto di riferimento per diversi musicisti italiani che frequentavano generi di confine (classico-jazz, popolare-jazz): Gabriele Mirabassi, Enrico Pieranunzi, Mario Brunello, Pietro Tonolo, Bebo Ferra, Marco Zurzolo, Cristina Zavalloni.
Successivamente ha espanso la propria attività anche ad alcuni artisti internazionali: Marc Johnson, Kenny Wheeler, Richard Galliano, Sergio Assad, Guinga, André Mehmari.

## Altre etichette
Del gruppo Egea fanno parte altri marchi discografici che hanno avuto vita parallela rispetto all'etichetta madre, come:
- Egea small, nasce come etichetta specializzata nella musica per i bambini. Le sue produzioni sono strettamente collegate alle esperienze di educazione musicale e didattica della musica condotte, per più di un ventennio, in molte scuole del territorio di Perugia.
- Le vele
- Quadrivium, nata nel 1987, ha prodotto circa 100 titoli, è specializzata nella musica classica ed antica.
- Radar records, per le nuove proposte di giovani artisti

## Editoria
Egea edizioni musicali è proprietaria della maggior parte dei diritti relativi ai brani contenuti nei CD prodotti dall'etichetta. Inoltre con il marchio Egea Edizioni vendono prodotti libri e pubblicazioni su contenuti di interesse musicale.

## Discografia selezionata
- SCA 031 Gabriele Mirabassi Richard Galliano – Coloriage 1992
- 037 Enrico Pieranunzi – Nausicaa 1993
- 039 Paolo Fresu – Contos 1993
- 046 Maria Pia De Vito Rita Marcotulli – Nauplia 1995
- 050 Gianluigi Trovesi Gianni Coscia – Radici 1995
- 052 Gabriele Mirabassi Stefano Battaglia – Fiabe 1995
- 058 Battista Lena – Come una volta 1996
- 060 Pietro Tonolo – Un veliero all’orizzonte 1997
- 063 Maria Pia De Vito – Phoné 1998
- 064 Gabriele Mirabassi – Cambaluc 1997
- 066 Gianni Coscia – La Bottega 1999
- 067 Paolo Damiani – Mediana 1999
- 068 Gabriele Mirabassi Sergio Assad – Velho Retrato 1999
- 069 Pietro Tonolo Danilo Rea – Sotto la luna 999
- 070 Enrico Pieranunzi – Un’alba dipinta sui muri 1998
- 071 Enrico Pieranunzi – Con infinite voci 1999
- 072 Pietro Tonolo – Luna Park 2000
- 073 Mario Arcari – Il viandante immaginario 1999
- 076 Battista Lena – Mille Corde 1999
- 077 Marco Zurzolo – Ex Voto 2000
- 078 Enrico Pieranunzi Gabriele Mirabassi Marc Johnson – Racconti mediterranei 2000
- 079 Gabriele Mirabassi – Lo stortino 2000
- 080 Enrico Pieranunzi – Canto Nascosto 2000
- 081 Riccardo Zegna – Piccolo valzer 2000
- 082 Pietro Tonolo – Rétro 2000
- 083 Mario Raja – Amori Imperfetti 2000
- 088 Gabriele Mirabassi – 1-0 2001
- 086 Kenny Wheeler – Moon 2001
- 087 Marco Zurzolo – Napoli ventre del sud 2001
- 084 Pietro Tonolo Autunno 2001
- 074 Bebo Ferra – Isole 2002
- 089 Gianni Coscia – L’Archiliuto 2002
- 091 Pietro Tonolo Gil Goldstein Farfalle 2002
- 093 Enrico Pieranunzi – Perugia Suite 2002
- 094 Gianni Coscia – La bancarella 2002
- 097 Marco Zurzolo – Pulcinella 2002
- 095 Riccardo Zegna – Barcarola 2002
- 098 Enrico Pieranunzi – Trasnoche 2003
- 102 Lello Pareti – Il Circo 2003
- 101 Danilo Rea- Lirico 2003
- 100 Gabriele Mirabassi – Fuori le mura 2003
- 103 Bebo Ferra – Mari Pintau 2002
- 107 Gabriele Mirabassi Guinga – Graffiando Vento 2003
- 111 Paolo Damiani – Ladybird 2004
- 113 Arkè String Project – Acquario 2004
- 106 Enrico Pieranunzi – Les Amants 2004
- 114 Marco Zurzolo – 7 e mezzo 2005
- 118 Pietro Tonolo – Italian Songs 2005
- 104 Kenny Wheeler John Taylor Gabriele Mirabassi – New old age 2005
- 105 Pietro Tonolo Paul Motian – Oltremare 2005
- 117 Olivia Sellerio – Accabbanna 2005
- 120 Stefano Cantini – L’Amico del vento 2005
- 121 Enrico Pieranunzi – Danza di una ninfa 2005
- 122 Cristina Zavalloni – Idea 2005
- 126 Germano Mazzocchetti – Di mezzo il mare 2006
- 135 Paolo Damiani – Al tempo che farà 2006
- 124 Marco Pereira – Stella del mattino 2006
- 123 Riccardo Zegna – Carillon 2006
- 131 Guinga – Dialetto Carioca 2006
- 119 Lello Pareti – Maremma 2006
- 139 Cristina Zavalloni Andrea Rebaudengo – Tilim-bom 2008
- 127 Ada Montellanico – Il sole di un attimo 2008
- 133 Gabriele Mirabassi – Canto di ebano 2008
- 150 Nicola Piovani – Epta 2008
- 138 Mario Brunello – Odusia 2008
- 147 Mario Brunello Vivaldi 2008
- 146 Mario Brunello – Violoncello and 2008
- 152 Germano Mazzocchetti – Testasghemba 2009
- 145 Cristina Zavalloni – Solidago 2009
- 141 Marco Zurzolo – Migranti 2009
- 154 Angelo Valori Notturno mediterraneo 2009
- 148 Mario Brunello Andrea Lucchesini Lekeu-Schubert 2009
- 149 Pietro Tonolo – Mirando 2010
- 153 Peo Alfonsi Itaca 2010
- 125 Bebo Ferra – Luar 2010
- 159 Gabriele Mirabassi Andrè Mehmari Miramari 2010
- 155 Stefano Cantini – Errante 2010
- 156 Mario Brunello – Bach-Suite 2010
- 136 Enrico Blatti – Espresso 433 2010
- 157 Cristina Zavalloni – La donna di cristallo 2012
- 166 Andrè Mehmari – Veredas 2012
- 167 Peo Alfonsi – Il velo di Iside 2012
- 165 Gabriele Mirabassi – A testa in giù 2013
- 171 Marco Zurzolo – Da Istanbul a Napoli 2015
- 172 Mario Brunello Kremerata Baltica – John Tavener 2015
- 173 Enrico Pieranunzi Paul McCandless Marc Johnson – Nuovi racconti mediterranei 2014
- 175 Ensemble Ida y vuelta – El mar de los deseos 2016
- 180 Santiago Cañón Valencia Andrea Lucchesini – Schubert-Beethoven 2020

## Riconoscimenti
- 2001 Premio Critics Choice Award per i migliori 19 dischi jazz -  Racconti Mediterranei (Enrico Pieranunzi)[1]
- 2006 Top jazz migliore formazione, Rivista Musica Jazz - Egea Orchestra[2]
- 2007 Top jazz Miglior album, Rivista Musica Jazz  - Al tempo che farà (Paolo Damiani)[3]
- 2008 Top jazz Miglior album, Rivista Musica Jazz  - Canto d'ebano (Gabriele Mirabassi)[4]
- 2010 Miglior disco del mese Maggio 2010, Giornale della musica - Suite di Bach (Mario Brunello)